# Aphytis lepidosaphes
Aphytis lepidosaphes är en stekelart som beskrevs av Compere 1955. Aphytis lepidosaphes ingår i släktet Aphytis och familjen växtlussteklar.
Artens utbredningsområde är:
- Costa Rica.
- Cypern.
- Ecuador.
- Egypten.
- El Salvador.
- Fiji.
- Frankrike.
- Grekland.
- Italien.
- Jamaica.
- Libanon.
- Guadeloupe.
- Nya Kaledonien.
- Pakistan.
- Israel.
- Peru.
- Filippinerna.
- Puerto Rico.
- Spanien.
- Taiwan.
- Thailand.
- Turkiet.

Inga underarter finns listade i Catalogue of Life.